# 安德里耶維察市鎮
安德里耶維察市鎮，是蒙特內哥羅的市镇之一，位於該國東北部，行政中心为安德里耶維察，面積340平方公里，2011年人口5,071，人口密度每平方公里15人。